# Oberreißen
Oberreißen là một đô thị thuộc huyện Weimarer Land, bang Thüringen, Đức. Đô thị này có diện tích 4,98 km², dân số thời điểm 31 tháng 12 năm 2006 là 188 người.